# اکور، هاوری
اکور، هاوری (به انگلیسی: Akkur, Haveri) یک منطقهٔ مسکونی در هند است که در کارناتاکا واقع شده‌است.